# Leioproctus longivultu
Leioproctus longivultu (лат.) — вид пчёл рода Leioproctus из семейства Colletidae. Австралия.

## Описание
Мелкие пчёлы (длина тела около 6 мм) с опушением из светлых волосков (тело чёрное, тергиты частично коричнево-оранжевые). От близких видов отличаются следующими признаками: область между глазом и оцеллием гладкая, редко пунктированная, метапостнотум матовый, сетчатый; короткое светло-коричневое опушение на груди и голове, интегумент брюшка коричнево-оранжевый,  жвалы оранжево-коричневые, внутренняя голенная шпора задней ноги гребенчатая, базитибиальная пластинка заострённая и длинная (около одной трети от длины голени). Крылья с 2 субмаргинальными ячейками, клипеус выпуклый (также как и надклипеальная область), скапус усиков короткий и не достигает среднего оцеллия, длинная югальная лопасть заднего крыла, то есть простирающаяся значительно ниже уровня cu-v. Включен в состав подрода Colletellus Michener, 1965 (подсемейство Neopasiphaeinae). Обнаружен на цветках Calandrinia polyandra (Montiaceae). Вид был впервые описан в 2018 году австралийским энтомологом Remko Leijs (South Australian Museum, Аделаида, Австралия).